# Молокани
Молока́ни, початкова самоназва Духовні християни — одна з течій російського духовного християнства, що виникло в Борисоглібському повіті Тамбовської губернії центральної Росії наприкінці 1760-х років шляхом відходу парафіян РПЦ та переходу з духоборів. У виникненні молоканського руху був протест проти підтримання Православною Церквою соціальних засад кріпацтва.
Молокани — у свій час одна з найбільших сект, що витворилися довкола російського православ'я. На 1917 рік вони нараховували понад 1,2 мільйони вірян.

## Етимологія
Вперше термін «молокани» було використаний наприкінці XVIII сторіччя по відношенню до людей, що відкинули православний культ. Є кілька теорій походження назви «молокани».
«Молокани» — це прізвисько, що дала їм православна церква. Молокани пили молоко під час православного великого посту, коли прийом «скоромної» (жирної) їжі заборонено православними переданнями, за що православні прозвали їх молоканами.
Деякі пов'язують назву «молокани» з річкою Молочна Мелітопольського повіту Таврійської губернії, куди засилали молокан з Центральної Росії.
Має деяке поширення версія, пов'язана з наданням переваги молочній їжі в російських в'язницях та армії, оскільки ця їжа не могла бути приготована з використанням свинини, яку молокани не вживають.
Самі молокани воліють пояснювати свою назву, посилаючися на згадану в Біблії метафору: «яко ж новорожденні дїти будьте жадні словесного чистого молока, щоб у ньому виросли на спасеннє» (UKRK 1 Петра 2: 2). Саме так провідник молокан Семен Уклеїн називав віровчення молокан «молоком духовним».

## Різновиди молоканства
Молокани являють собою не єдину церкву, а скоріше релігійний рух з єдиним коренем, але з великими відмінностями в поглядах, співах, вченні, додержуваних святах. Серед таких напрямків молоканства помітно виділяються:

### Мокрі молокани
Молокани, що практикують водне хрещення.

### Стрибуни
Інше прізвисько дане частині молокан — «стрибуни». Інша їх назва — «духовні молокани». Виникла через підстрибування під час радінь. Такі самі «танці», під час богослужінь, влаштовують й хлисти.
На зібраннях стрибунів під час співу віршів в кінці зборів при особливому духовному настрої піднімають вгору руки й можуть навіть підстрибувати. У стрибунів практикується пророцтво, говоріння «на інших мовах».

### Постійні й Духовні молокани
Постійних молокан називаються також старопостійними молоканами.
На відміну від постійних, духовні молокани практикують екстатичні форми богослужіння (пророцтво, говоріння мовами, стрибки, підняття рук та інше.
В рамках цих двох напрямків є кілька течій: максимісти, стрибуни, загальні, суботники, новомолокане та інші.

### Недільники (Воскресники) й суботники
Молокани, що тримають святі збори в неділю називають воскресниками; а тих, що дотримують суботу, — молоканами-суботниками.

#### Суботники-молокани
Після смерті Уклеїна між молоканами виникли суперечки з приводу прийняття єврейських постанов: заборони їсти свинину й рибу, що не має луски. Взаємні суперечки породили, перш за все, поділ між молоканами Мелітопольського повіту; потім суперечки перейшли до Саратовської губернії, де також виявилися невдоволені постановами Уклеїна.
Захисники Уклеїна пішли далі, ніж він, у проведенні початків єврейства. Не задовольняючись вже захистом введених Уклеїним правил про їжу, вони стали говорити взагалі про перевагу Мойсеїва закону перед законом Христовим, а потім й про Самого Ісуса Христа стали тлумачити, що Він — проста людина, пророк, нижчий Мойсея, Який свято шанував його закон. Звідси в них пішло відкидання головних християнських догматів й введення інших старозавітних постанов, наприклад святкування суботи замість дня неділі та інше.
Головним захисником Уклеїна на той час й засновником особливої молоканської секти був Сундуков з села Дубовки Саратовської губернії. Абсолютно захопившись вченням жидівствуючих, яких тоді було особливо багато в Саратівській губернії, він почав вчити, що необхідно визнати перевагу перед законом Христовим Мойсеїва закону, що має вічне й неминуще значення, й що через це й постанови Мойсеїва закону про їжу повинні бути дотримані з усією точністю. Не вдовольняючись цим та йдучи далі Сундуков називав Ісуса Христа простою людиною, а якщо й пророком, то, у всякому разі, що стоїть незрівнянно нижче Мойсея. Поряд з цим він, замість недільного дня, почав святкувати суботу, відкинув всі православні свята, навіть ті, які святкували молокани, й, нарешті, зробив собі обрізання. У Сундукова виявилося багато противників, але знайшлося в нього й чимало однодумців.
За святкування суботи замість неділі послідовники Сундукова почали називатися «суботниками», тоді як його противники — чисті молокани — в деяких місцевостях стали називатися «недільники» (воскресники). Назва «воскресники» початково отримала поширення на молокан Самарської губернії.
Між недільниками, або молоканами, та суботниками, або юдействуючими, — істотна відмінність:
- у недільників — реформоване християнське вчення, що робить їх неправославними;
- у суботників — неповне й спотворене єврейське вчення, а також вони не є євреї.

Суботники, що дотримуються Мойсеїва закону, мають істотну відмінність від інших суботників, або жидівствуючих, в тому числі, що не очікують Месії.

### Молокани-максимісти (максималісти)
На зібраннях максимістів під час співу віршів в кінці зборів при особливому духовному настрої піднімають вгору руки й можуть навіть підстрибувати. У максимістів поряд з Біблією в зборах використовується книга «Дух й Життя»; практикується пророцтво, говоріння «на інших мовах».

### «Дух-і-жизники»
Вкладають книгу «Дух і життя» у престолі, вважають її 3-ї частиною Біблії.

### Донські молокани (Євангельські християни)
Їх початок покладено поміщицьким селянином-втікачем, що згодом приписано до козаків Павлоподольської станції Моздоцького повіту, Ісаєю Криловим У минулому Ісая Крилов був одним з головних помічників засновника молоканства Степана Уклеїна.
Загальні догматичні вірування донських молокан ймовірно, майже тотожні з віруваннями молокан взагалі. Донські молокани також відкидають шанування Божої Матері, ангелів, угодників Божих, мощей, хреста, ікон, хресне знамення й встановлені православні пости. Але поряд з цим у них є більше подібного на практику Православної Церкви ніж у інших молокан. Так, хоча вони й вчать, що мають первосвященика Ісуса Христа, Який є священник завжди; але з-поміж себе обирають людину на наставника й висвячують його всі, покладаючи на нього руки, при читанні молитов за чином Православної Церкви; тільки такий наставник, або «пресвітер», й вважається у них правоздатним здійснювати їх «священнодійства». У числі цих «священнодійств» донські молокани визнають хрещення, що відбувається у них через трикратне занурення хрещеного у воду, причому сама вода освячується молитвою, в якій заявляється невидиме зішестя на воду Святого Духа. У 40-й день після народження немовляти у них покладено читання наставником очисної молитви жінці, що народила. Здійснюється у донських молокан також й причастя, що передує молитвами на освячення хліба й вина та виголошенням наставника: «Зі страхом Божим й вірою приступіть», «Прийміть їжте Це Тіло Христове» та інше. Взагалі донські молокани визнають хрещення, покаяння, або сповідь, причастя, або переломлення хліба, шлюб та єлеєосвячення, надаючи їм значення таїнств, а не простих обрядів; причому чини цих таїнств, а також й інших молитов, виявляються багато в чому запозиченими з православних Служебника й молитовника. Зближуючися цим з Православною Церквою, донські молокани проте, завжди живили симпатії тільки до протестантства.
Вони охоче читають протестантські твори, до праць же православних авторів відносяться недовірливо, вбачаючи у них спотворення й навмисне «затемнення» істини. Цим й пояснюється та обставина, що наприкінці 19-го сторіччя серед молокан донського толку, під впливом штундизму Півдня України, виник сильний протестантський рух: одні з них прямо перейшли у штундобаптизм, інші утворили особливий толк — новомолоканство (або штундомолокани). Донські молокани зустрічаються також у Таврійській й у Оренбурзькій губерніях.

### Молокани-захаровці (новомолокани)

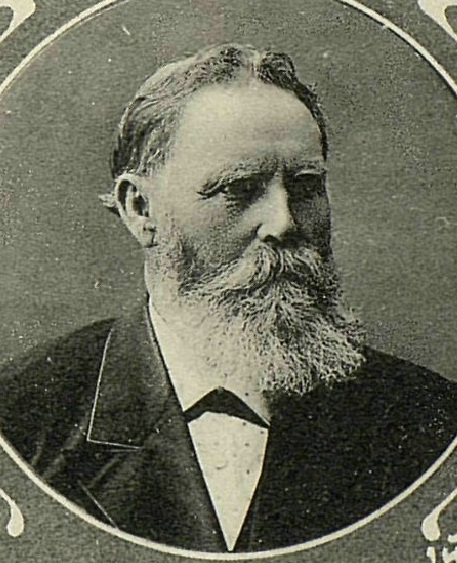
Зіновій Данилович Захаров — депутат Державної Думи Російської імперії 3-го скликання

Є послідовники пресвітера новомолокан Астраханки Мелітопольського повіту Таврійської губернії з 1867 року, депутата Державної Думи Російської імперії 3-го скликання Зіновія Захарова; течія Таврійської губернії в Україні.

### Євангельські молокани
Інша назва «сухі баптисти».

### Староуклеїнські молокани
Зараз майже не існують. Особливістю вчення староуклеїнського спрямування є те, що на початку 20 сторіччя старе покоління молокан трималося єретичного вчення засновника молоканства Семена Уклеїна про Особу Ісуса Христа. Молоде покоління молокан поступово залишило це вчення, під впливом інших євангельських віруючих.

## Віровчення

### Святе Письмо
Єдиним джерелом віровчення молокани визнають Святі Писання. Біблійні вислови тлумачать у символічному, алегоричному й етичному смислі, відповідно до свого вчення. Догматичне вчення молокан викладається в так званих «обрядниках».
За деякими даними важливим джерелом вчення молокан була містична книга німця Йоганн-Генріха Юнга-Штіллінга «Переможна повість християнської віри», у якій описується «діяльність» антихриста у традиційній (католицькій й православній) церкві.

### Вчення про Бога
Вчення молокан є звільненим від церковно-канонічних норм деїзм. Визнають догмат про троїстість Бога, але подають його символічно: Бог-Отець — пам'ять, Бог-Син — розум, Бог-Дух Святий — воля.

### Пневмалогія
Молокани намагаються пережити «радість у Святому Дусі». Вони вірять пророцтвам. У минулому серед молокан було багато пророків.

### Есхатологія
Молокани вірять у тисячолітнє царство, пророкують повернення пришестям пророків Іллі та Еноха.

### Іконологія
Молокани не визнають ікон й мощі; вважають людину Божою іконою (створеною на подобу Божому); не визнають хрестів; не визнають поклоніння святим

### Сотеріологія й антропологія
Сенс життя послідовника молокани — у духовному відродженні, розкритті закладеного Богом у людину доброго начала.
З протестантизмом молокани зближувала ідея «спасіння вірою» й відмова від священників, як посередників між Богом й людиною.
За їх вченням молокани:
- визнають поклоніння Богові тільки «в дусі та істині» (Біблія|Іоан|4:23);
- не накладають хресне знамення;
- вважають вбивство людини гріхом, тому не беруть у руки зброю й не приймають військову присягу державі.

#### Піст
Що стосується поста, то, за вченням молокан, має постити не в певні часи, а коли людина відчуває свою гріховність й переважання плоті над духом, причому піст повинен складатися в повному утриманні від будь-якої їжі й пиття.

#### Їжа
У їжу молокани споживають усе, крім свиней, риб, що не мають луски, та іншу некошерну їжу. Молокани не п'ють алкоголь, не палять, не вживають наркотиків.
Молокани намагаються повністю забезпечити себе їжею, щоб не отримувати її від іновірів.

### Сакраментологія
Подібно духоборцям, молокани визнають тільки духовне поклоніння Богові, відкидають православне вчення про таїнства й обряди, про поклоніння іконам, мощам й святим.
Християнські таїнства молокани тлумачать духовно. Хрещення в молокан не «водне», а «духовне», яке полягає в каятті, чим відрізняються серед євангельських християн.
Хоча молокани відкидають вчення Православної церкви про таїнства, проте відзначають всі її свята. Молокани уникають світські розважальних заходів.

### Еклезіологія
Молокани відкидають церковну ієрархію, клір, чернецтво; роль служителів культу в молокан виконують старці (пресвітери).
Молокани ставились вороже до Православної Церкви й сміливо критикували її закони.
Молокани стверджують, що на дані часи істинну церкву складають тільки, «духовні християни», які не сприймають ні церковних передань отців церкви, ні постанов церковних соборів, але сповідують лише те, чому вчить Біблія. Вони відкидають в церкві ієрархію в сенсі осіб, що володіють особливими повноваженнями і особливими дарами благодаті.

#### Зібрання
«Корабель» (алегорія ковчег у якому спасся Ной) — релігійна громада молокан. Групове радіння — «корабельне».
Хід молитовних зборів молокан простий — спів духовних пісень, прослуховування проповідей й молитви до Бога.
Богослужіння полягає в читанні й співі зі Святого Письма, переважно з книги Псалтир. Найстаріший начетник, якого молокани називають «пресвітером», сідає звичайно в передньому кутку й читає вірш з Псалтиря; а чоловіки, жінки, хлопці, дівчата й підлітки, що слухають, підхоплюють прочитаний вірш й виспівують його. Спів їх, здебільшого, одноманітно і монотонно і відгукується напевом деяких російських пісень, що на думку православних, не гармоніюють з високим значенням священного тексту. Збори тривають кілька годин, зазвичай у той самий час, коли відправляються богослужіння в православних храмах.
У неділю вранці (у молокан-суботників) молодь відправляється на пікнік, й бере із собою їжу та самовари.
Молокани практикують на зібраннях колективну спокуту гріхів. Всі прилюдно розповідають про свої гріхи й просять вибачення. Потім, — спільна трапеза-агапе.
На зібраннях стрибунів й максимістів під час співу віршів в кінці зборів при особливому духовному настрої піднімають вгору руки й можуть навіть підстрибувати. У максимістів поряд з Біблією в зборах використовується книга «Дух й Життя». У стрибунів й максимістов практикується пророцтво, говоріння «на інших мовах».
На подобу хлистам молокани-стрибуни під час раденій підстрибують.

#### Церковне урядування
Вони відкидають в Церкві ієрархію у сенсі осіб, що володіють особливими повноваженнями й особливими дарами благодаті й вчать: «Один Архієрей — Христос; всі ми — брати, всі й священики; в церкві нашій немає ні великих, ні малих, усі рівні по благодаті, є тільки старці — керівники у вірі, але не священики й не вчителі». Догматичне вчення молокан викладається в так званих «обрядниках».

### Богослів'я Семена Уклеїна
Щодо втілення й Особи Спасителя Семен Уклеін вчив, що Син Божий для спасіння роду людського безнасінно народився від Діви Марії. Але Його народження не означає прийняття дійсної людської плоті. Плоть Христова була недійсна, а така, яку мав архангел Рафаїл, що супроводжував Товіїних. Цю плоть Син Божий приніс з неба й вселився з нею в утробу Богородиці. Не маючи дійсної плоті людської, Христос й не вмирав, подібно всім людям, а помер особливим якимось чином.
Воскресіння мертвих, за їх вченням, буде не духовне, а тілесне. У цьому полягає все богослів'я Уклеіна.
Щодо державної й цивільного життя Уклеїн вчив, що для його послідовників, як «духовних християн», мирські влади й людські закони не потрібні, а тому ухилення, наприклад, від плати податків, військової служби, присяги та іншого для молокан є неприпустимими. З плином часу вчення Уклеїна й порядки, запроваджені ним, стали зазнавати більших чи менших змін.

## Історія
Засновники молоканства залишилися невідомі. Молокани відокремилися зі середовища духоборів у 1780-х роках. Звідти молоканство швидко поширилося у Саратовську, Воронізьку, Астраханську та інші губернії.

### Семен Уклеїн
Розповсюджувачем молоканства був зять лідера духоборів Іларіона Побірохіна, селянин Борисоглібського повітіу Тамбовської губернії, кравець за професією, Семен Матвійович Уклеїн. Спочатку він був православним після чого став духоборцем.
Згодом Семен Уклеїн відокремився від духоборів й заснував біля себе свій гурток. Він обрав зі своїх послідовників, за прикладом Побірохіна, 70 апостолів. Разом зі своїми апостолами урочисто співаючи псалми увійшов у Тамбов, щоб відкрито проповідувати нове вчення. Проте поліція захопила й кинула їх у в'язницю. Апостоли Уклеїна навернулися до православ'я, тому були звільнені. Самого Уклеїна відданого на умовляння духовенству, вдавано навернувся до православ'я, після чого також було звільнено.
Проте після цього він продовжував обережніше проповідувати своє вчення. Він подорожував Тамбовською, Воронізькою, Саратовською, Катеринославською, Астраханською губерніями, землею Війська Донського й Передкавказзям.
Його послідовники занесли його вчення в Курську, Харківську, Рязанську, Пензенську, Нижегородську, Симбірську, Оренбурзьку губернії та в Сибір (Омщина й Алтай).
У Російській імперії молокани були віднесені до «особливо шкідливим єресі».

### Визнання за Олександра І
З приходом на престол російського імператора Олександра I (1801—1825), замість переслідувань сектантів прийшла віротерпимість. Молокани переслідувалися до указів імператора Олександра I 1803 року, що надали молоканам й духоборам деяку волю. Після чого позиції молоканського вчення ще більш зміцнилися й поширилися.
У молокан ствердилася впевненість про існування царського наказу «Про свободу віросповідання молокан й духоборців» від 22 липня 1805 року. Підставою цієї впевненості слугувала записка, що зберігалася у одного з молокан, про похід до царя повірених від молокан Журавцова, Мотильов й Лосєва, о «державній раді», яку Олександр I скликав для розгляду їх прохання, й наступний царський наказ. Ця записка послугувала приводом для проведення молоканами ювілейного з'їзду у липні 1905 року в селі Воронцовка Тифліської губернії.

### Гоніння й виселення за Миколи І
За російського імператора Миколи I (1825—1855) почалися гоніння молокан. Були введені заборони на молитовні зібрання молокан й проведення обрядів, заборонялося наймати їх на роботу. Незважаючи на те, що указом було заборонено видавати паспорти, люди були все ж приписані до місця мешкання, і це ускладнювало торгівлю, пошук роботи. Незважаючи на переслідування молоканський рух поширювався у всіх губерніях центральної Росії.
В наказах (1830-ті роки) часів імператора Миколи I молокани стояли разом з духоборами, тому їх спіткала така сама доля, Уряд призначив їм для поселення місця у закавказьких провінціях. Йдучи з Півдня Росії, вони кидали будинки й господарства. На Закавказзі, молокани освоювали нові території, серед яких була Мугань (Азербайджан) й Передкавказзя (Ставропольський край, Північна Осетія, Дагестан та інші). Багато з молокан добровільно переселялися на Закавказзя, й особливо до Вірменії, під впливом поширеного у 1830-х роках слуху о пророцтвах, що у районі гори Арарат у 1836 році має з'явитися Цар-Христос й почнеться Його Тисячорічне царство. Вважалося, що на 1885 рік на Закавказзі перебувало до 35 тисяч молокан.
Велике число молоканських сімей були вислані у південні степи України, а саме у Мелітопольський повіт Таврійської губернії (теперішню Запорізьку область), де молокани мешкають й дотепер.

### Поширення молокан у другій половині 19 сторіччя
Молокани були в числі перших переселенців, що прибули в Амурську область. На 1890 рік тут налічувалося 5454 молокан.
Наприкінці XIX сторіччя число молокан в Росії перевищувала 500 тисяч осіб. Більшість з них мешкали на Закавказзі, у тому числі у Карський області, що згодом відійшла до Туреччини; та на Північному Кавказі.
Один з центральних міських садів Баку носив раніше назву «Молоканський садок» (за царату — Маріїнський сквер, тепер офіційно — Сад імені Хагані); це назва популярно серед бакинців й дотепер.

### Занепад
На початку 20 сторіччя в молокан був крайній занепад моральності, внаслідок чого вони масово переходили до штундизма. Молокани самі визнавали, що течії загрожує розкладання, тому, з метою підтримати свою церкву, вони відкрили у Баку «Товариство освічених молокан» й «Суспільство самоосвіти духовних християн». Обидва товариства мали цілі релігійно-просвітницькі в дусі молоканського вчення. З тією ж метою молокани видавали друкований орган «Духовний християнин».

#### Штундобаптизм
З розвитком штундизму на Півдні України молокани в значному числі самі стали переходити до штундобаптизму, або утворювати громади з оновленим вченням. Деякі молоканські громади прийняли вчення толстовців. Молокани, що не зазнали впливу штундистів й толстовців, вважалися у Російській імперії спокійними сектантами, що у порівнянні з послідовниками нових течій не були активні у поширенні свого вчення серед вірних РПЦ.

### Залишення молоканами Карської області
Тисячі молокан Закавказзя були вимушені шукати собі нове місце притулку в результаті воєн на Кавказі на початку XX сторіччя і після передачі Туреччини території Карської області. Після того, як вона у 1921 році остаточно відійшла до Туреччини, повноважний представник РРФСР Буду Мдівані приїхав у Карс, відвідав села, де мешкали молокани, й пропагував серед них комуністичні ідеї. Радянська влада вважала, що за своїм укладом життя молоканам близькі комуністичні ідеї, оскільки вони вели колективне господарство. Проте у молокан головним була їхня релігія, тому вони залишалися байдужими до комуністичної пропаганди Мдівані. Візити радянського представника до молокан сильно стурбували турецьку владу, тому вона вирішила позбутися їх. Молокан почали забирати у турецьку армію, через що більшість молокан в 1920-ті роки переселилися в США, Канаду, Чилі, Нову Зеландію, Маньчжурію, а також до СРСР.

### Новітня доба
На початку 1920-х років в СРСР було створено Союз духовних християн-молокан, що проіснував до 1930-х років.
У 1991 році в Москві він відновив свою діяльність під назвою Союз громад духовних християн-молокан, при цьому в 1994 році в селі Кочубеївське Ставропольського краю виник альтернативний йому Союз громад духовних християн-молокан Росії.

#### Переселення з Карського вілаєту Туреччини до РРФСР
Частина молокан перебралася у СРСР. Останнє велике переселення молокан з Туреччини у Ставропільський степ відбулося наприкінці 1950-х до 1962 року, тому що у країні, де домінує іслам, жити стало небезпечно. Їх поселили в Ставропольський край та Астраханську область, де вони та їх нащадки живуть досі.
Радянський уряд також виділив переселенцям цілинні землі Сальського степу, що тепер входять до складу Цілинського району Ростовської області. Там і в даний час є активні молоканські громади.

## Поширення молокан

### Молокани в Україні
Велике число молоканських сімей були вислані у південні степи України, а саме у Мелітопольський повіт Таврійської губернії.
У Запорізькій області існують громади молокан у селах, що ними засновані: Астраханка (Мелітопольський район), смт Нововасилівка (Нововасилівка; колишнє Василівка, Ново-Василівка; у Приазовському районі), Мелітополь (Мелітополь; колишнє Киз-Яр, Новоолександрівка; Мелитопольский район). Колишні громади молокан існували у селах Приазовського району області: Громівка (колишня Апостолівка), Задунаївка, Новоспаське (колишній Шавкай).
Також молоканська громада існує у місті Вінниця.
Нововасилівка Бахчисарайського району Криму у минулому була молоканським поселенням.

### Молокани в Австралії
Молокани з'явилися у Австралії через Китай після Жовтневого перевороту й початку бульшовицького гоніння на церков. У Австралії молоканські громади існують у:
- Південній Австралії: Аделаїда (Adelaide), Інгл-Фарм (Ingle Farm), Кадла (Kudla), МакДональд Парк (MacDonald Park), Елізабет (Elizabeth);
- Західній Австралії: Басселтон (Busselton), Велінгтон-Мілл (Willington Mills), Кейпел (Capel).[14]

### Молокани в Азербайджані

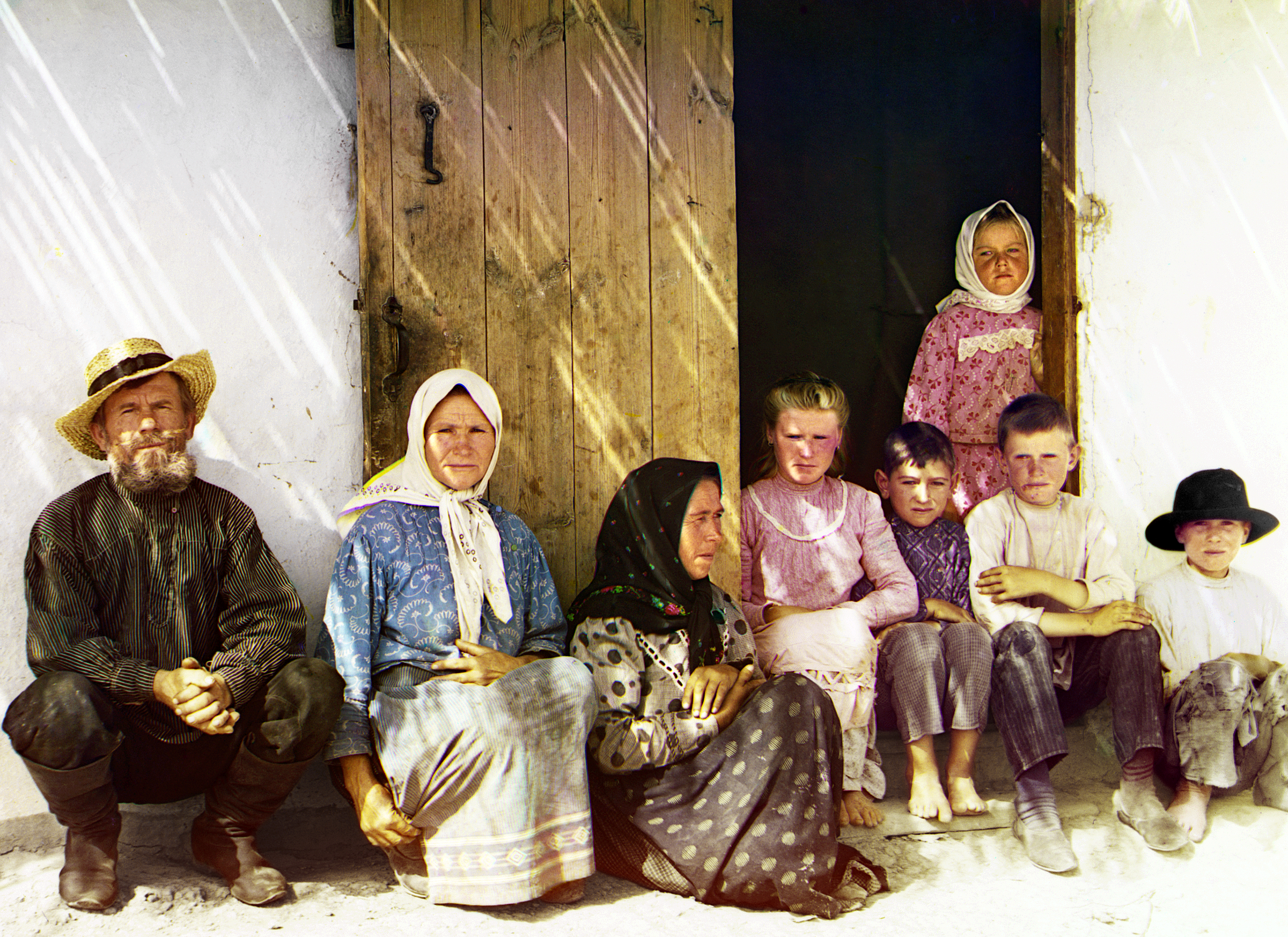
Молоканська російська сім'я поселення Графовка у Муганському степу Азербайджану. Сергій Михайлович Прокудін-Горський

Переселення у Азербайджан починається за указом Миколи I 1830 року. Тут молокани освоюють нову територію Муганський степ.
Для релігійного просвітництва в дусі молоканського вчення й запобігання розкладу на початку 20 сторіччя молокани відкрили у Баку «Товариство освічених молокан» й «Суспільство самоосвіти духовних християн».
Молоканські громади діють у двох великих міста Азербайджану: Баку (Bakı) й Сумгаїті (Sumqayıt).
У Шемахинському районі діють молоканські громади у Нагарахана (колишня Марьєвка, Кіровка) й Чухур-Юрті (Chukhuryurd); у минулому існували громади у Кизмейдані (Qizmeydan, колишня Астрахановка — село переселенців з Астраханської губернії), Хільміллі (Xilmilli), Чабани (Cabanı, або Джабани).

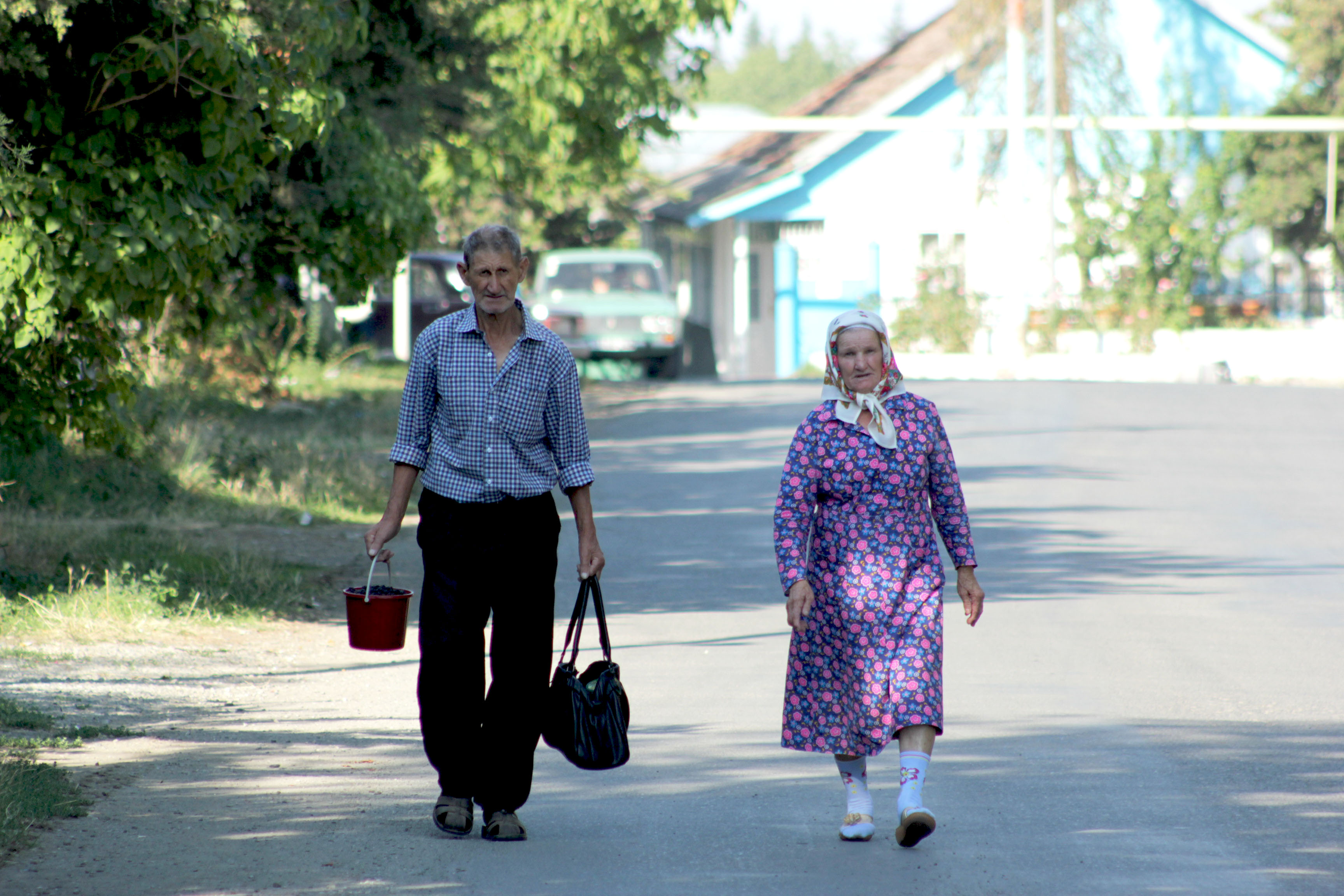
Сімейна пара молокан у Іванівці (Азербайджан)

У Ісмаїллинському районі існує молоканська громада у селі Івановка (İvanovka).
У Джалілабадському районі в минулому діяли громади в Джалільабад (Cəlilabad; колишня Хасилли, Астрахановка, Астрахан-Базар — село переселенців з Астраханської губернії), Гьойтепе (Göytəpə; колишній Пришиб — село переселенців з Пришибу Астраханської губернії), Новоголовка (або Новогольськ), Привольне.
У Кедабецькому районі в минулому діяли молоканські громади у Новоівановці (колишнє Гарапапаг, Сеїд дересі, Гаріб Сеїд, Івановка) й Новосаратовці (Novosaratovka).
У минулому діяли молоканські громади в:
- Хизинському районі — Алти-Агач (Altıağac, Алтиагадж);
- Гобустанському районі — Гобустан (Qobustan; колишній Марази);
- Масаллинський район — Калиновка (колишня Миколаївка);
- Геранбойський район — Руські Бориси (Rus Borisi).[14]

### Молокани у Вірменії

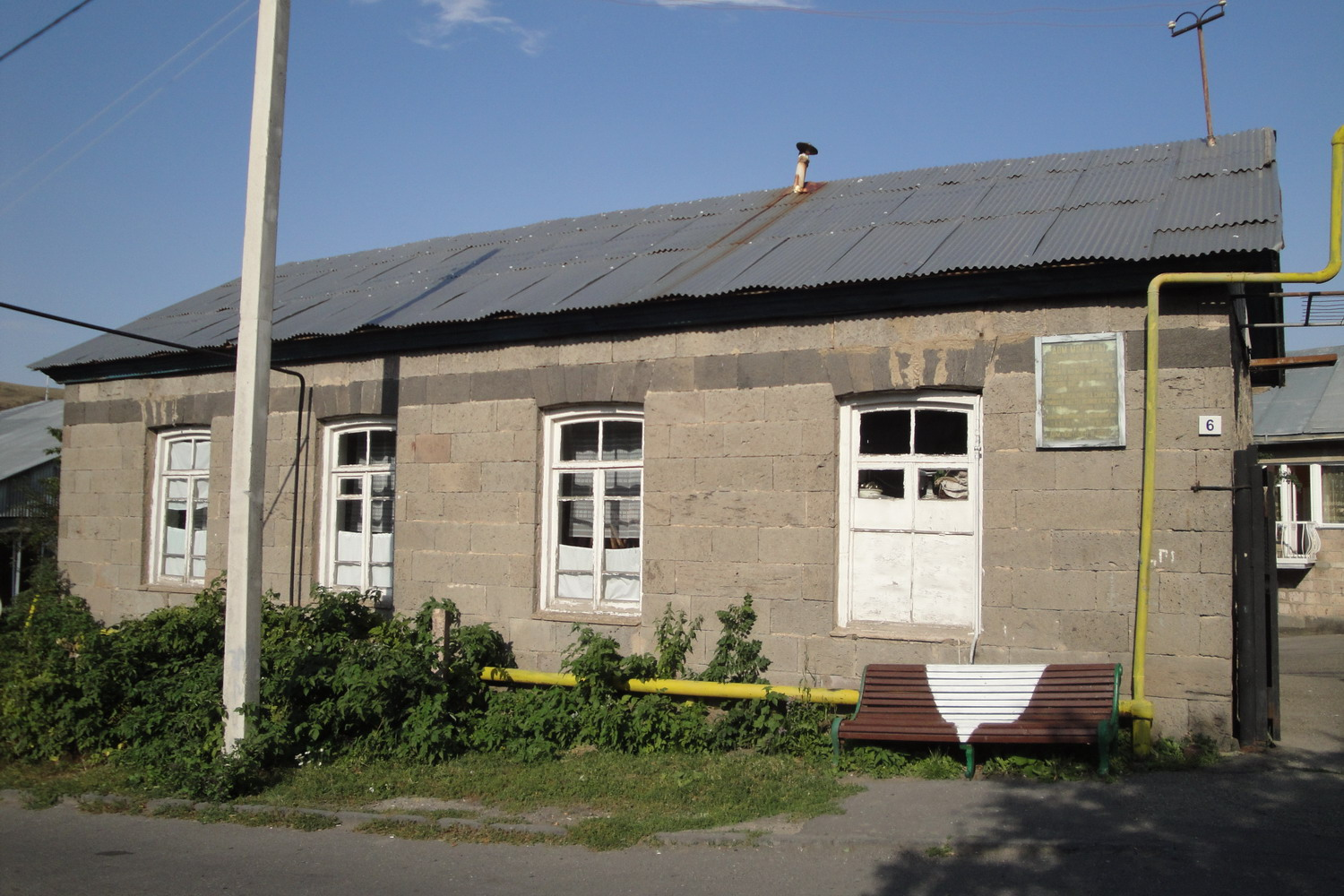
Будинок молоканського корабля у Цахкадзорі (Константиновка) Котайської області Вірменії

Переселення у Вірменію починається за указом Миколи I 1830 року. Одночасно з цим серед молокан відбувається сплеск релігійного ентузіазму на переїзд у Вірменію, пов'язаний з поширюваннями серед них пророцтвами про початок тисячолітнього царства Христа у районі гори Арарат у 1836 році. Переселення сталося у 1840-х роках (Фіолетово, Лермонтово та інші).
Головний бізнес молокан у Вірменії — виготовлення квашеної капусти. Її рецепт тримають у таємниці.

У Вірменії діє молоканська громада в столиці — місті Єреван (Երևան), 

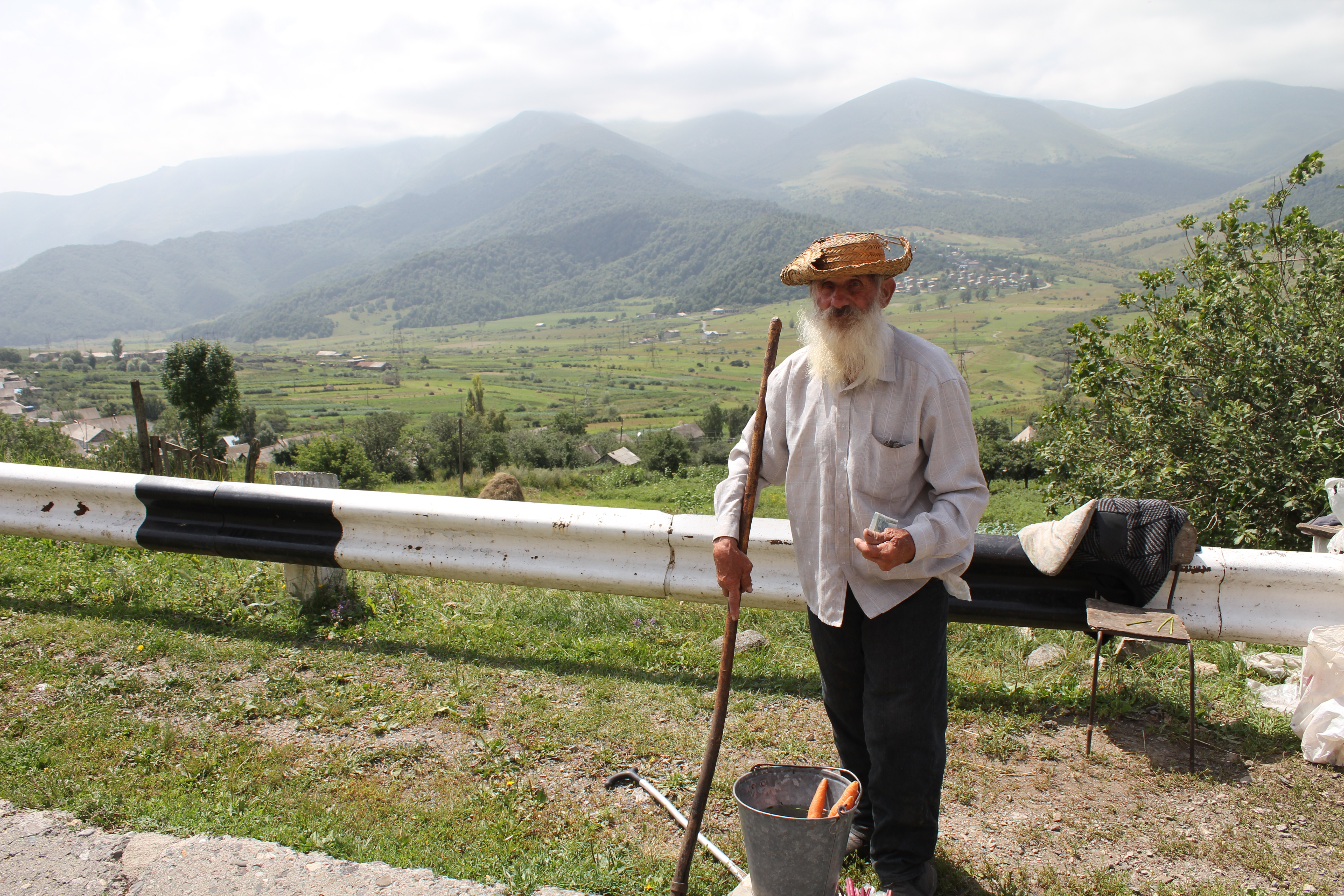
Дід-молоканин продає стиглу моркву край дороги у Лермонтово

У Лорійській області діють молоканські громади у Лермонтово (Լերմոնտովո; колишня Воскресенівка) й Фіолетово (Ֆիոլետովո; колишня Нікітіно); у минулому діяла молоканська громада в Таширі (Տաշիր; колишня Воронцовка, Риково, Калініно).
У Котайкській області діють молоканські громади в Сухому Фонтані (колишній Фонтан) (Розданський район), Цахкадзорі (Ծաղկաձոր; колишня Константиновка).

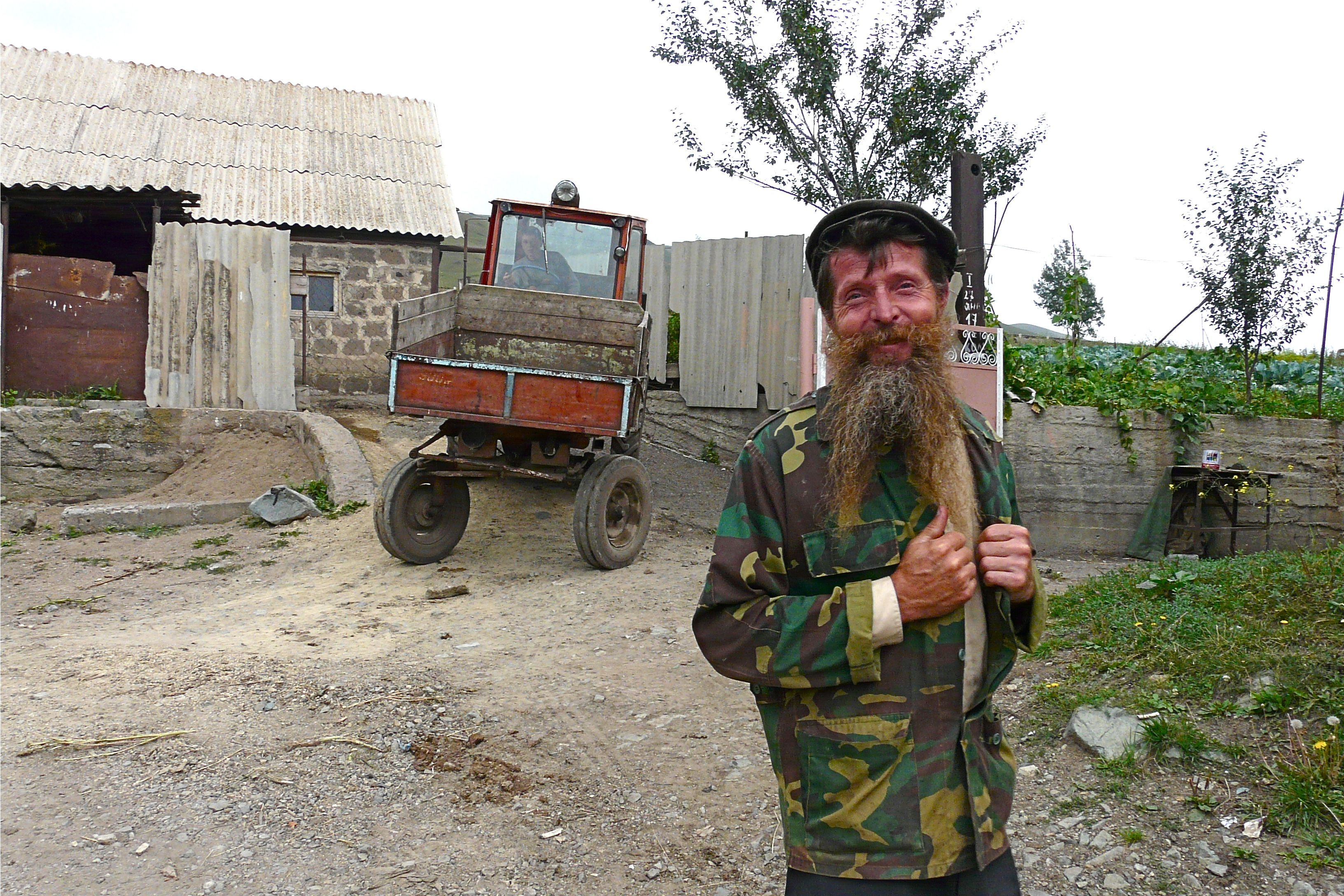
Радісний молоканин з Фіолетово

У Гехаркуницькій області діє молоканська громада у Чамбараці (Ճամբարակ; колишній Красносельськ, Михайловка); у минулому діяли молоканські громади у Севані (Սևան; колишня Єлєновка; Севанський район), Семеновці та Шоржа (Շորժա).
У Тавушській області діє молоканська громада в Діліжані (частини якого досі називають Головіно та Папаніно).
У Фіолетово Богослужіння полягає в читанні й співі зі Святого Письма, переважно з книги Псалтир.

### Молокани в Грузії

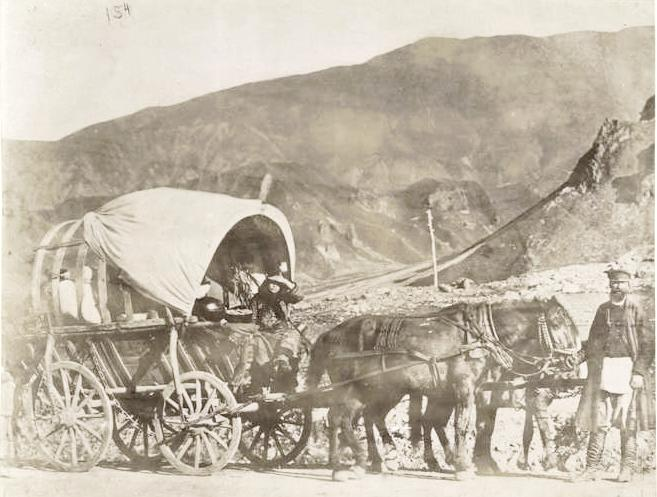
Фургон молокан у Грузії. 1870-ті роки.

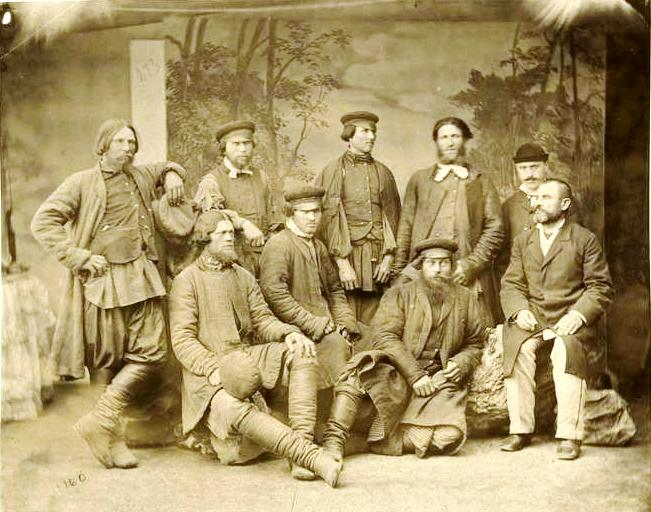
Молокани в Грузії. 1870-ті роки

Переселення в Кахетію відбувається за указом Миколи I 1830 року.
Молоканська громада діє в столиці — місті Тбілісі (თბილისი; колишній Тіфліс). У Тбілісі дотепер у побуті користуються назвою міського місцевості «Молоканський базар».
Також молоканські громади діють у двох селах Кахетії:
- Давітіані (დავითიანი) — колишня Графовка (Свобідне), Лагодехський м. (район),
- Ульяновка (ულიანოვკა) — колишня Ново-Александровка, Магаро, Сігнахський м. (район).[14]

### Молокани в Казахстані
У Казахстані існує молоканська громада на заході країні в місті Актау (колишнє Шевченко) у Мангістауській області.
У минулому молоканські громади існували в селі Молокановка Октябрьського сільського округу Костанайської області й у місті Шимкент (колишній Чимкент) Туркестанської області.

### Молокани в Киргизстані
У Киргизстані відома громада молокан, що існувала в минулому в столиці країни місті Бішкек.

### Молокани в Китаї
З колишньої Російської імперії й Османської імперії (Карська область) тривала еміграція в Маньчжурію, та інші частини Китаю. Молокани виїхали з комуністичного Китаю переважно в Австралію через культурну революцію й ворожість до іноземного релігійного елементу.
Молоканська громада існувала в минулому в місті Харбін (哈尔滨 (哈爾濱)) в провінції Хэйлунцзян.

### Молокани в Мексиці
У минулому в Мексиці існувала молоканське поселення у Франсиско Смарко (колишня Молоканська колонія Гваделупа (Molokan Guadalupe Colony) розташована в штаті Нижня Каліфорнія, у Енсенада. Молокани переважно перебралися до одновірців у США.

### Молокани в Молдові
Молоканські громади існують у придністровському місті Бендери (колишня Тигина) й у столиці — місті Кишинів.

### Молокани в Росії

#### Центральна Росія

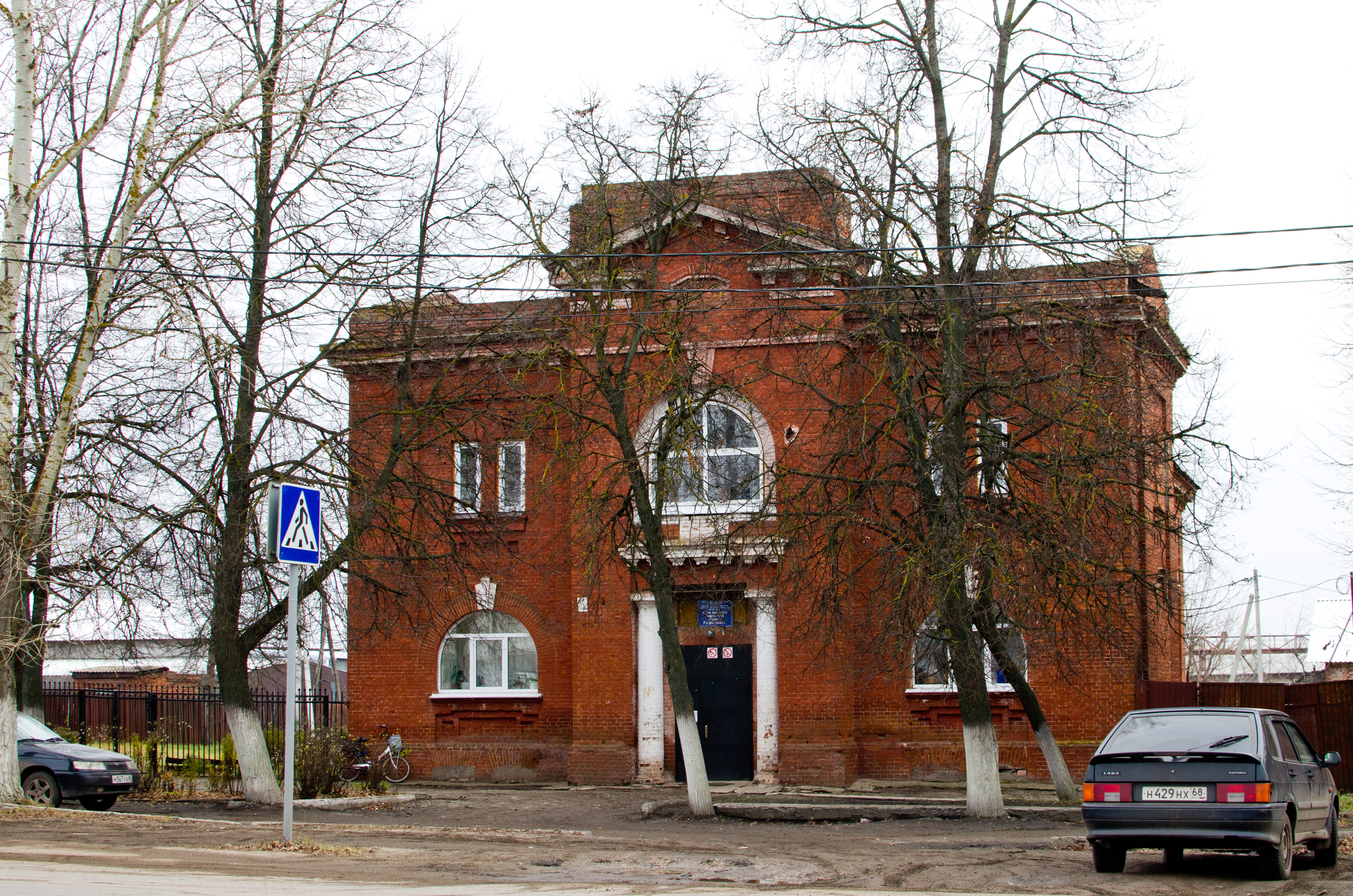
Молитовний будинок молокан. Комсомольська вулиця, 115а, Розсказово, Тамбовська область. Пам'ятка архітектури. 1914 рік.

Тамбовська губернія була краєм де молоканський рух вийшов з духоборської течії християнства в другій половині 18 сторіччя. Тепер у Тамбовській області громади існують у Тамбові, Уварово й Верхнє Чуєво Уваровського району. Молоканські громади припинили існування у Бондарському (Митропольє), Знаменському (Дуплято-Маслово), Первомайському (Нікольське), Петровському (Нове Гарітово (Міляєво)), Пічаєвському (Шача Молоканська), Розказовському (Розсказово) й Тамбовському (Горєле, Лисі Гори), районах області.
У Центральній Росії діють громади молокан у місті Москві, Воротинську Бабинінського району Калузької області, Слободці Чернського району й Язиково Каменського району Тульської області. Громади існували в Коровіно Меленковського району Володимирської області й Луховіци Московської області.

#### Наддоння й Сіверськодонеччина
У Наддоння молокани проникають у першій хвилі поширення до гонінь Миколи І.
У Білгородській області існують молоканські громади у Білгороді, Старому Осколі й Октябрському Білгородського району. У Воронізькій області існує громада в місті Вороніж й припинила існування в Кисельному Терновському районі області.
У Ростовській області молоканські громади існують у Ростові-на-Дону, Азові, Волгодонську, та Цілинському (Цілина, Михайловка, Одинцовка, Ольшанка, Плодородне) й Сальському (Сальськ) районах. Колишнє молоканська громада була у Новосальському Дубовського району області.

#### Передкавказзя
Заселення відбувається після наказу російського імператора Миколи І 1830 року.
У Краснодарському краї молокани мешкають по сусідству зі старообрядцями козаками-некрасівцями. У Краснодарському краї молоканські громади існують у Туапсе, Красносельському Гулькевицького району й Ладозькій Усть-Лабинського району. Колишня громада була у Вишнівці Лазаревського району. Хутір Новий Ардоган у сучасному Отрадненському районі краю був місцем переселення молокан з Карсу; тут у 1900—1978 роках мешкали молокани, після яких лишилося кладовище.

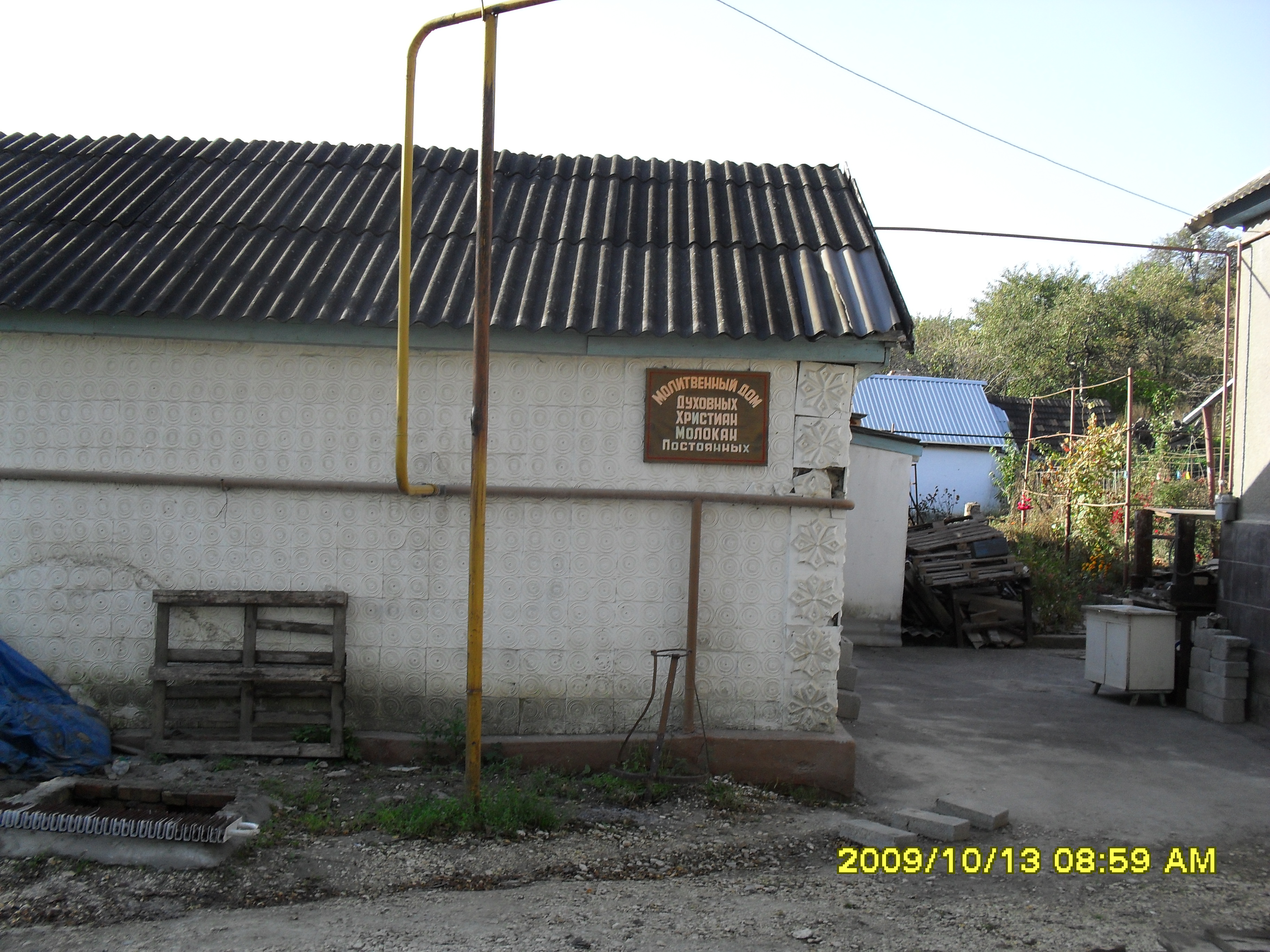
Молитовний будинок Духовних Християн Молокан Постійних у Юці (Ставропольщина)

У Ставропольському краї молоканські громади існують у П'ятигірську, Невинномиську, Будьонновську (колишній Карабагли, Святий Хрест, Прикумськ), Мінераловодському міському районі (Орбельяновка), Будьонновському (Преображенське), Ізобільненському (Ізобильний, Новотроїцька), Кочубеївському (Кочубеївське, Івановське, Казмінське), Лівокумському (Новокумський), Предгірний (Іноземцево, Юца) й Шпаковському (Михайловськ) районах. Молоканська громада існувала у Ачикулаці Нефтекумському районі краю. У 1997 році американські молокани звели Молоканський центр у селі Кочубеївське.
Молоканські громади також існують у Володикавказі й Павлоподольській Моздоцького району Північної Осетії та Нальчику Кабардино-Балкарії. Велику міську місцевість у південній частині Володикавказа досі у народі називають Молоканка за назвою молоканської слободи, багато будівель якої збереглися до-сьогодні. У цьому районі продовжує функціонувати молоканський молитовний будинок зборів, де збираються близько 150 віруючих.

#### Надволжя
У Середнє й Нижнє Надволжя молокани проникають у першій хвилі поширення до гонінь Миколи І.
У Надволжі молоканські громади існують у містах Самара, Тольятті (колишній Ставрополь-на-Волзі) Самарської області й місті Волзький Волгоградської області.
У минулому молоканські громади існували:
- у Самарській області — у Алексеєвському (Алексеєвка, Гавриловка, Патровка), Богатовському (Андреєвка, Максимовка, Покровка), Волзькому (Яблуневий Овраг), Нефтегорському (Богдановка) й Пестравському (Тягле Озеро) районах;
- у Саратовській області — у Балашовському районі (Котоврас, Хоперське);
- у Волгоградській області — у Октябрському районі (Молокановський або Молоканський);
- у Астраханській області — у Єнотаєвському районі (Пришиб).[14]

#### Надуралля
В Оренбурзькій області в минулому існували молоканські громади у Бузулуцькому (Велика Богдановка, Мала Богдановка, Молокань, Червоний Пахар), Курманаєвському (Михайловка) й Тюльганському (Астоахановка, Благодарне, Катериновка) районах.

#### Сибір
У Сибіру існує єдина громада молокан у місті Омську. У минулому існували громади:
- у Омській області в Полтавському районі (Вільне, Терпіння);
- у Алтайському краї в Змеїногірському (Новокузнецовка) й Рубцовський (Саратовка) районах.[14]

#### Надамур'я
Молокани були в числі перших переселенців, що прибули в Амурську область. На 1890 рік тут налічувалося 5454 молокан.
Серед численних громад Амурської області Російської імперії комуністичне гоніння не пережила жодна з молоканських громад, навіть у обласному центрі — місті Благовіщенськ.

### Молокани в США

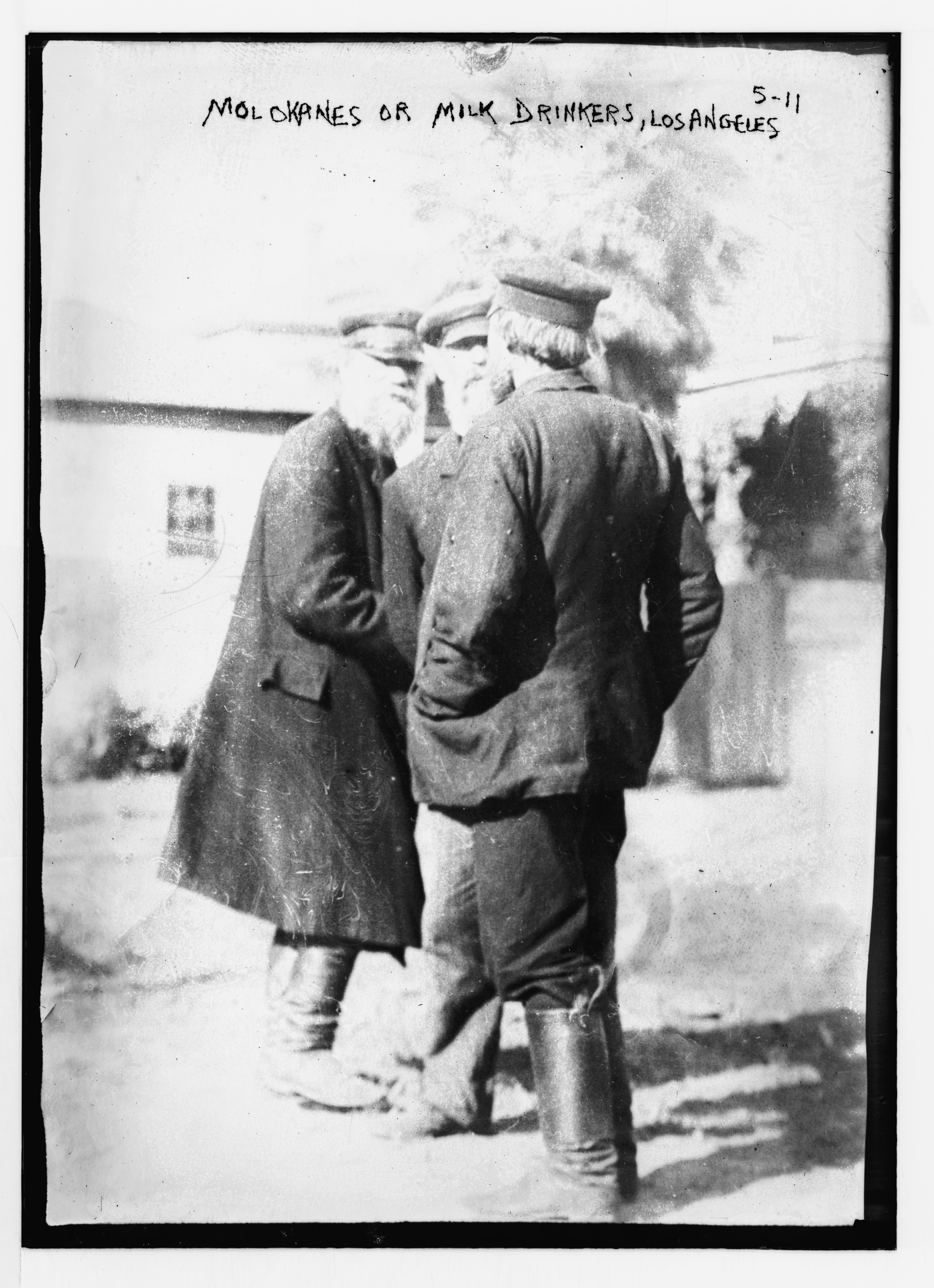
Молокани у Лос-Анджелесі. Початок 20 сторіччя.

Молокани переїхали з Карської області на початку 1900-х років у Каліфорнії. Серед них було поширено пророцтво молоканського хлопчика, через якого Бог намалював мапу Каліфорнії, у яку слід було переїджати. Одночасно з молоканами тривав численний вихід вірмен з Західної Вірменії. Такий вихід потім виправдався геноцидом вірмен, що було вчинено османським урядом у 1915 році.
У США мешкає приблизно 20 тисяч молокан. Вони зосереджені у 2-ух тихоокеанських штатах — Каліфорнії й Оригоні. Молокани етнічно не ідентифікують себе як росіяни, а молокани. Близько 2 тисяч молокан регулярно відвідують зібрання.
У Каліфорнії громади в округах Керн (Шафтер), Лос-Анджелес (міста Лос-Анджелес, Віттьєр, Ла-Пуенте, Монтерей-Парк), Мадера (місто Мадера), Сан-Франциско (місто Сан-Франциско), Сонома (Шерідан), Туларе (Портервіль, Стратмор), Фресно (Керман).

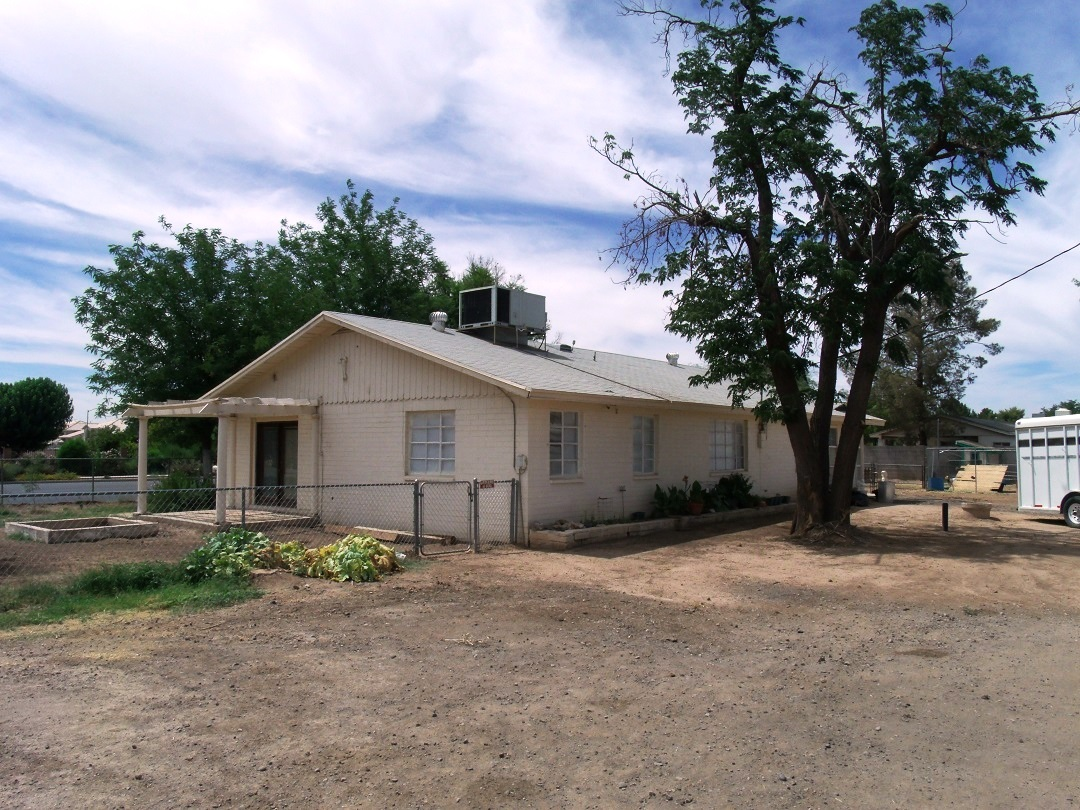
Молитовний будинок у Глендейл, Аризона. Зведено 1950 року. Адреса: 6404 75th Ave, Glendale, AZ

У Оригоні молокани мешкають у південних передмістях Портланда у окрузі Меріон (поселення Джервейс, Силвертон).
У Аризоні молокани мешкають у поселенні Глендейл, передмісті Фінікса, у окрузі Марікопа. Перші переселенці у Глендейл прибули у 1911 році. Громада молокан налічувала тут 200 сімей.
6404 75th Ave., Glendale, AZ
У Сан-Франциско молокани опинилися в 1902 році; пішли працювати грузчиками у Сан-Франциський порт. Вони забудували сусідній пагорб, що назвали Російська гірка (Russian Hill).

### Молокани в Туреччині
У Західній Вірменії, у Карській області молокани опинилися після переселення урядом Російської імперії. На початку 1900-х років тривав вихід молокан у Каліфорнії. Решту молокан переселяв радянський уряд у 1950-х — 1962 рр. у РРФСР.
Колишні поселення молокан зосередженя в сучасній турецькій провінції Карс: Дікме (Dikme; колишня Ново-Михайловка), Йолбою (Yolboyu; колишня Романовка), Кюмбетлі (Kumbetli; колишня Владикарс), Мейданчик (Meydancik; колишня Ново-Петровка), Селим (Selim; колишня Ново-Селим), Сусуз (Susuz; колишня Ново-Дубовка), Чакмак (Çakmak, колишнє Благодарне), Чамчавуш (Camcavus; колишня Мало-Воронцовка), Ялинчаїр (Yalinchayir; колишня Ольшанка), Йолацан (Yolaçan; колишня Ново-Александровка).

### Молокани в Узбекистані
В Узбекистані молоканська громада існує у місті Джиззак (Jizzax) Джиззацької області. У минулому були відомі молоканські громади у містах Самарканд (Samarqand) Самаркандської області й у столиці країни місті Ташкент (Toshkent).

## Відомі особистості

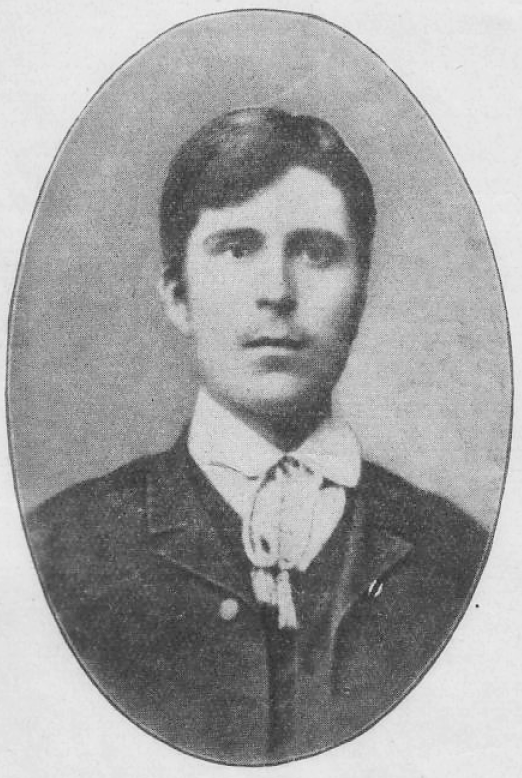
Іван Проханов у юнацтві

- Іван Степанович Проханов — провідний діяч євангельського руху в Росії й СРСР, очільник Євангельських християн; брат дідуся російського націоналіста-шовініста Олександра Проханова.
- Зіновій Данилович Захаров — заможний молоканин й пресвітер новомолоканської громади села Астрахановка (Запорізькока область) з 1867 року; засновник новомолоканського руху «молокани-захаровці», депутата Державної Думи Російської імперії 3-го скликання[20].

### Лев Толстой
Молокани дуже поважають Лева Толстого, — російського письменника, що заступався за них перед владою, створив Фонд допомоги, виділяв гроші для їх переїздів, та, й схоже, сам був-духобором, але поступово заснував свою релігійну течію — «толстовців».